# Palpomyia albiditarsis
Palpomyia albiditarsis är en tvåvingeart som beskrevs av Jean-Jacques Kieffer 1910. Palpomyia albiditarsis ingår i släktet Palpomyia och familjen svidknott. Inga underarter finns listade i Catalogue of Life.